# Effet dilutif
L'effet dilutif est l'effet d'une opération financière dans une entreprise (augmentation de capital, réduction de capital, croissance externe...) ou d'un instrument (obligations convertibles, bons de souscription en actions, stock options...) qui va entraîner une réduction, soit du contrôle des actionnaires actuels, soit du bénéfice par action, soit de la rentabilité de l'entreprise ou d'un autre paramètre jugé significatif. Par opposition au terme relutif, qui lui va entrainer une augmentation d'un de ces paramètres.
Pour les SCPI, l'effet dilutif apparait en cas de retard sur les investissements par rapport au délai de jouissance.